# Marcellin Desboutin
Marcellin Gilbert Desboutin né à Cérilly (Allier) le 26 août 1823 et mort à Nice le 18 février 1902 est un peintre, graveur et écrivain français.

## Biographie
Fils de Barthélémy Desboutin, garde du corps de Louis XVIII, et de la baronne Anne-Sophie-Dalie Farges de Rochefort, Marcellin Desboutin fait ses études au collège Stanislas de Paris et entame des études de droit tout en écrivant des œuvres dramatiques. Dès son jeune âge, il copie les dessins de Rembrandt à qui il voue une prédilection particulière. En 1845, il entre dans l'atelier du peintre Louis-Jules Étex aux Beaux-arts de Paris, puis il suit pendant deux ans les cours de peinture de Thomas Couture. Il voyage ensuite en Grande-Bretagne, en Belgique, aux Pays-Bas et en Italie.
Il se marie avec Justine Gaultier de Biauzat (vers 1835-1873), avec laquelle il a une fille, Marie (1854-1900).
Il acquiert en 1857 une grande propriété près de Florence, l'Ombrellino, où il mène une vie fastueuse et se lie avec Edgar Degas. Cette demeure est notamment assidûment fréquentée par les Macchiaioli, Giuseppe Abbati et Giovanni Boldini, mais aussi de nombreuses personnalités des milieux artistiques et culturels français tels que Jules Amigues et Georges Lafenestre.
De son second mariage avec Dominica Bellardi, on lui connaît deux fils : André (Florence, 1870-Paris, 1937) dit André Mycho et Jean-François (Paris, 1878-Monaco, 1951) dit Tchiquine devenus également peintres.
La Guerre de 1870 interrompt les représentations au Théâtre-Français de Maurice de Saxe, pièce écrite en collaboration avec Jules Amigues.
En 1873, en partie ruiné du fait du krach boursier, Desboutin s'installe à Paris, où il retrouve Edgar Degas et fréquente Édouard Manet au café Guerbois dans le quartier des Batignolles et au café de la Nouvelle Athènes. Il rencontre Émile Zola chez Manet.
Pour gagner sa vie, il se met à la gravure et commence une série de pointes sèches pour Philippe Burty vers 1874-1875, en lien avec l'éditeur Alfred Cadart, tout en exposant ses peintures aux Salons.
Il participe aussi à la deuxième exposition des impressionnistes avec six tableaux, dont Le Chanteur des rues et Le Violoncelliste. Il fait de nombreux portraits de ses amis, parmi lesquels Edgar Degas, Auguste Renoir, Berthe Morisot, Pierre Puvis de Chavannes, Eugène Labiche, Nina de Villard, Erik Satie, Joséphin Peladan, Edmond et Jules de Goncourt, Émile Soldi. Il figure dans plusieurs tableaux de ses amis, entre autres, de Manet, Renoir et Degas.

Portraits de Marcellin Desboutin par ses amis
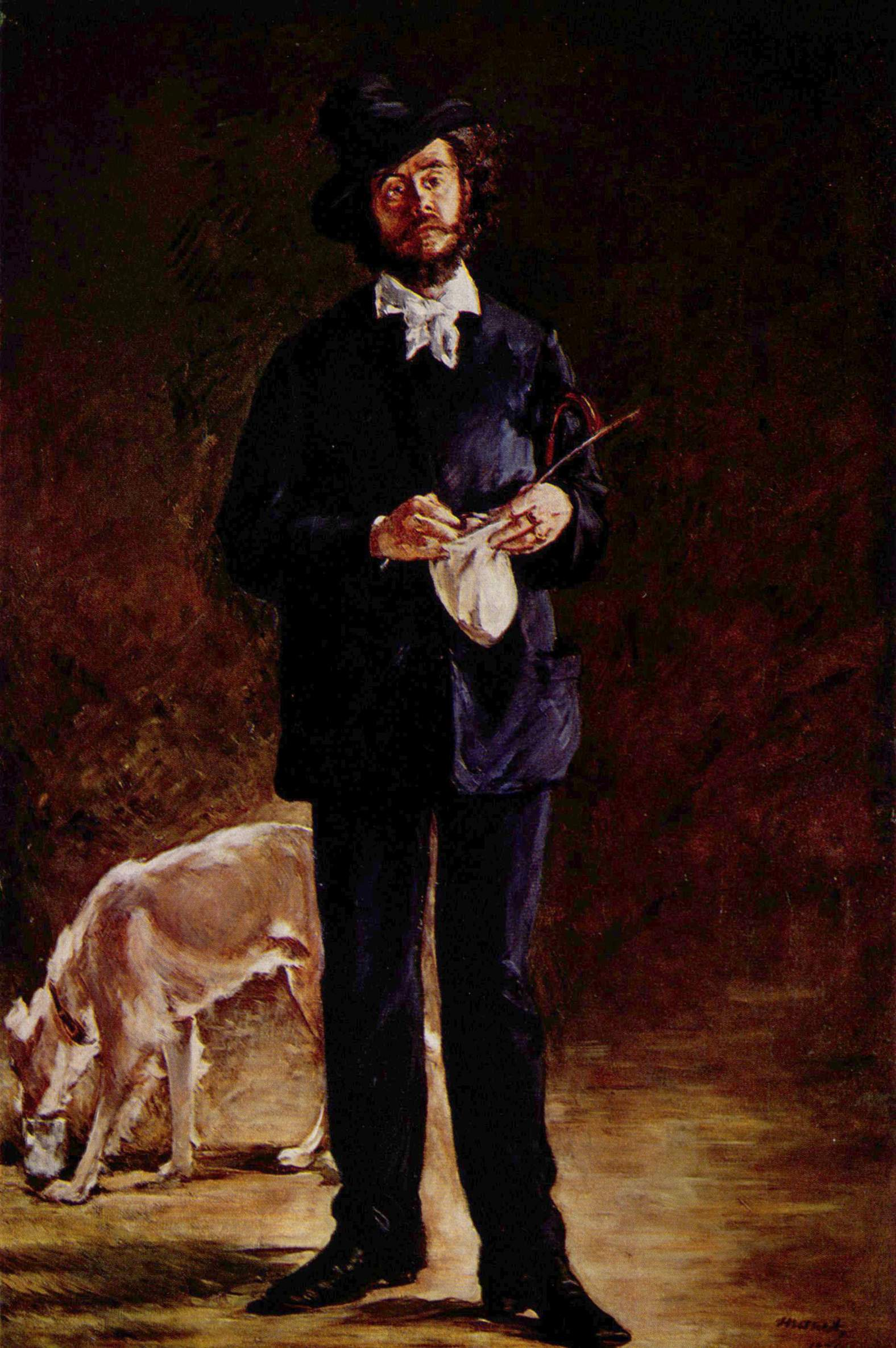
Portrait de Gilbert Marcellin Desboutin, ou L'Artiste, Édouard Manet, 1875 musée d'art de São Paulo
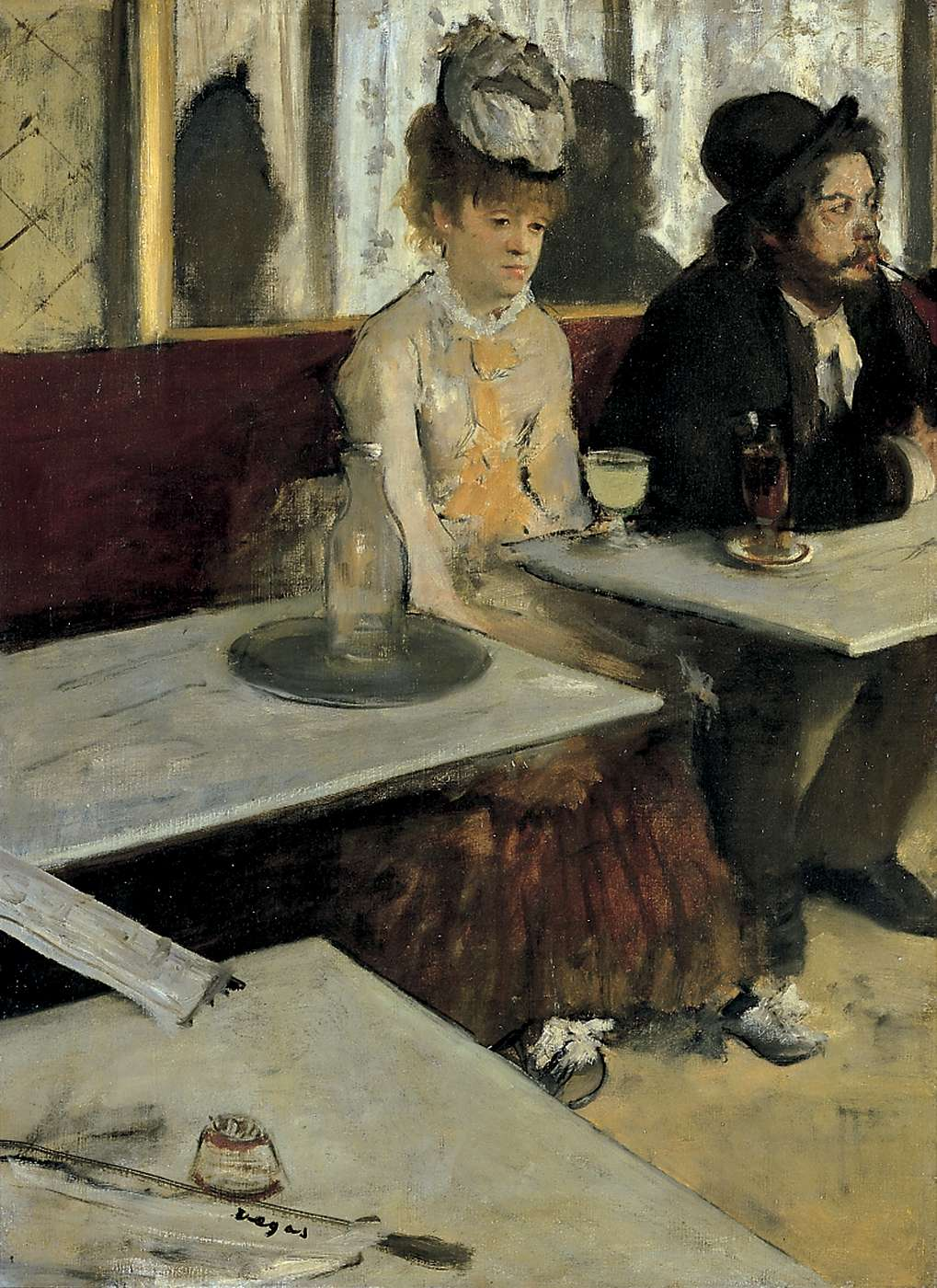
Un coin de table Edgar Degas, (1876) Paris, musée d'Orsay Marcellin Desboutin et l'actrice Ellen Andrée

Portraits de ses amis par Marcellin Desboutin
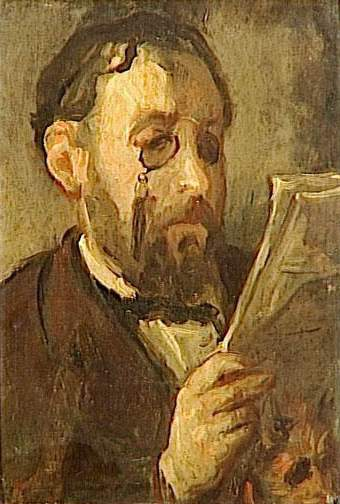
Portrait d'Edgar Degas Versailles, musée de l'Histoire de France
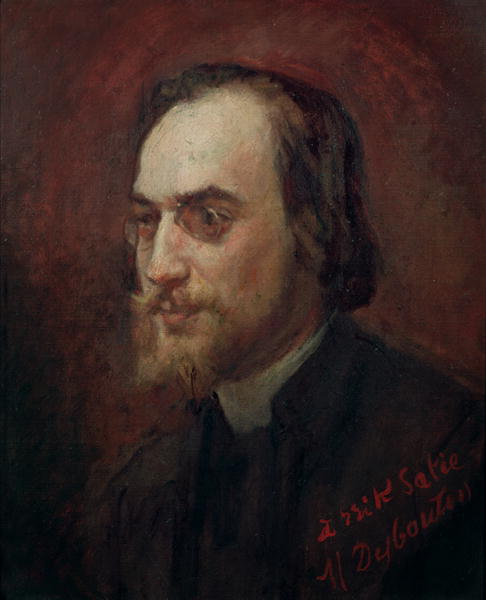
Portrait d'Erik Satie Honfleur, Maisons Satie.
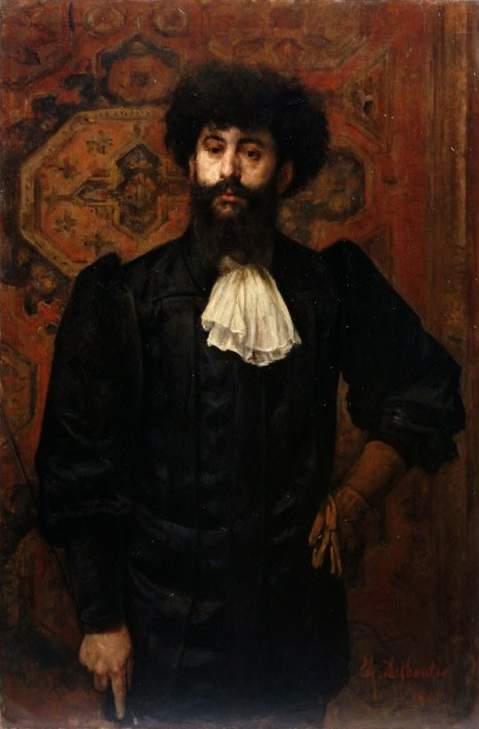
Portrait du Sâr Mérodack Joséphin Peladan (1891) musée des Beaux-Arts d'Angers

En 1880, la nostalgie du soleil le pousse à s'installer à Nice, où il demeure jusqu'en 1888. Avec la découverte, dans une villa de Grasse, de cinq compositions de Jean-Honoré Fragonard, Marcellin Desboutin réalise cinq gravures d'interprétation : La Surprise, Le Rendez-vous, La Confidence, L'Amant couronné et L'Abandonnée.
De retour à Paris, il participe à la fondation de la deuxième Société nationale des beaux-arts et fête sa nomination dans l'ordre de la Légion d'honneur, le 8 juin 1895 avec 200 convives présidés par Pierre Puvis de Chavannes, dans l'un de ces restaurants de Montmartre qu'il affectionne, en portant le toast « Messieurs, buvons à Manet dans la peinture, à Chabrier dans la musique, à Villiers et à Duranty dans la littérature ! ».
À Paris, il est le voisin d'atelier du peintre Eugène Cauchois (1850-1911) aux nos 32-34 rue des Dames dans le 17e arrondissement, non loin de la place de Clichy.
Il retourne à Nice en 1896 et y travaille jusqu'à sa mort en 1902.

## Œuvre
Écrivain, Desboutin, outre Maurice de Saxe, est l'auteur d'une traduction du Don Juan de Byron et d'un drame réalisé à la fin des années 1880, Madame Roland.

Peintures de Marcellin Desboutin
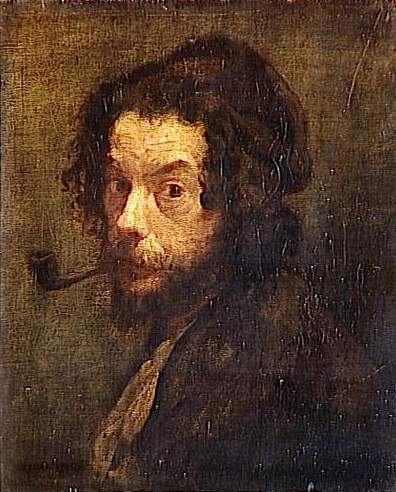
Portrait de l'artiste dit aussi L'homme à la pipe, vers 1879 Paris, musée d'Orsay.
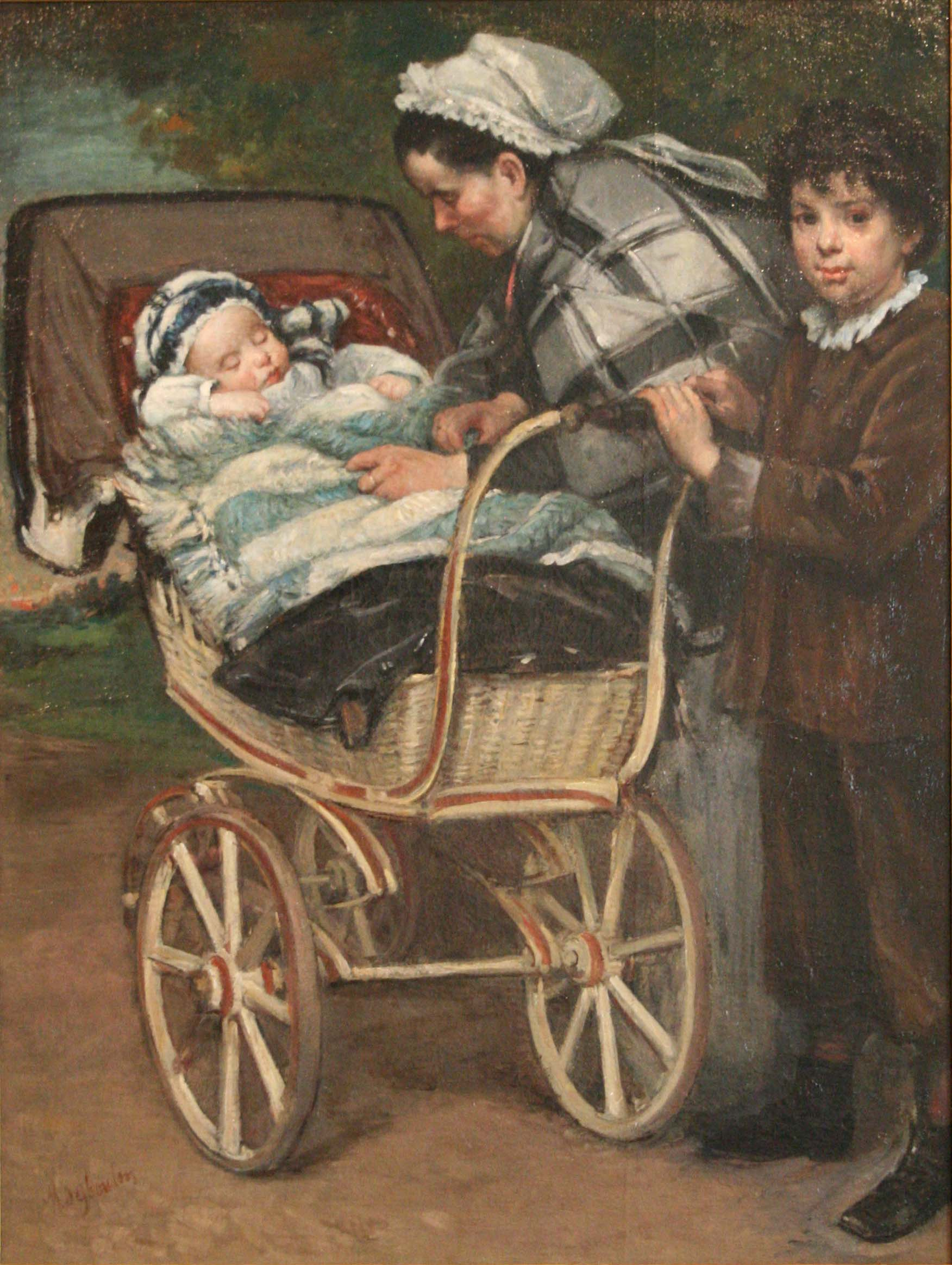
La Voiture d'enfant, Montpellier, musée Fabre.
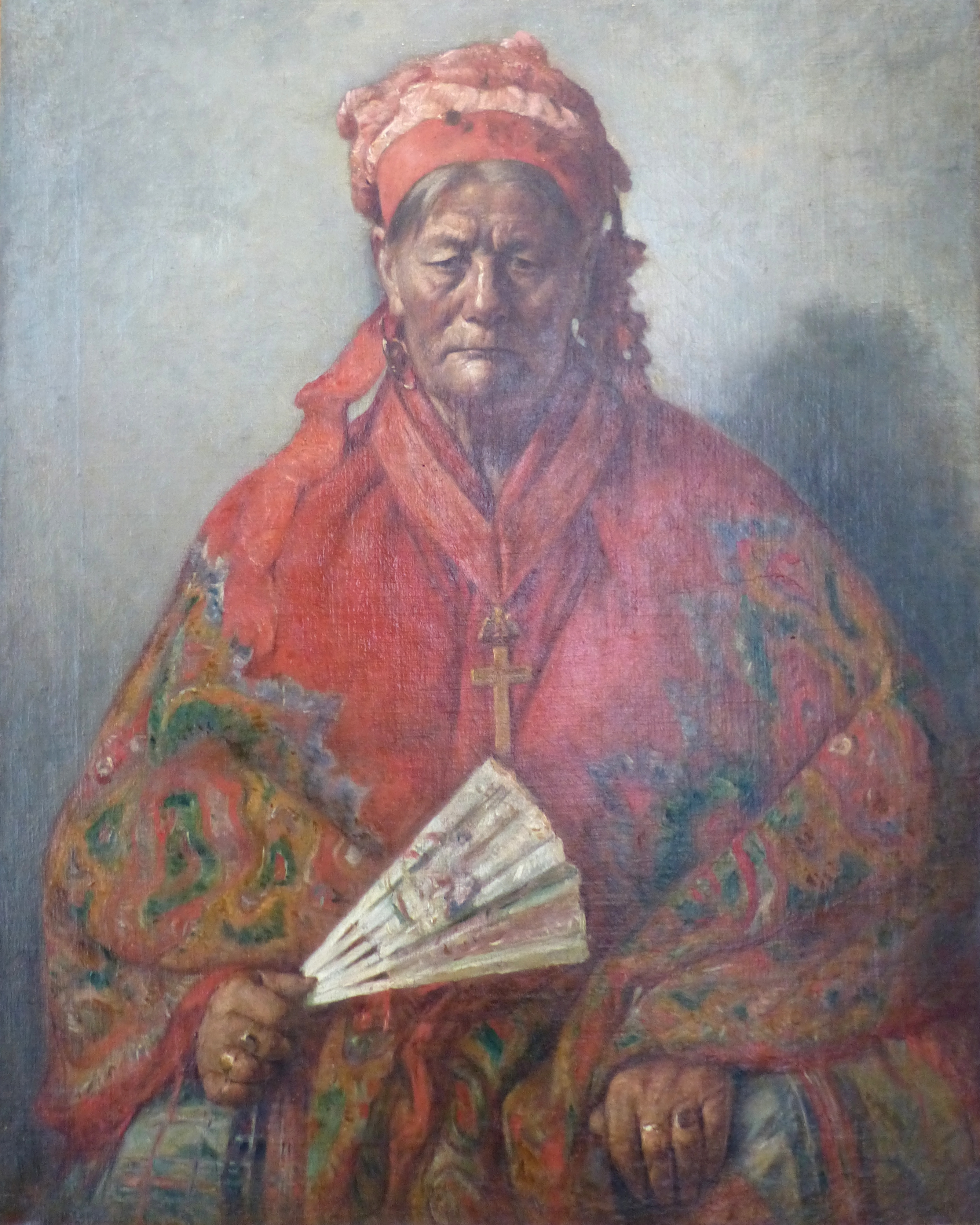
La Mère Jacoune (1882), Nice, musée Masséna.

### Le graveur
Marcellin Desboutin est reconnu dès son époque comme un excellent graveur portraitiste : sa production est d'environ 300 pièces. La technique principale qu'il affectionne est la pointe sèche, comme en témoigne ce jugement critique posthume :

« Le portrait a toujours attiré Desboutin, non le portrait cherché, posé, figé ; mais le portrait libre où le modèle est saisi dans une attitude familière. Nul procédé ne convenait donc mieux à son tempérament que la pointe sèche. Là pas de morsures prudentes à l'eau-forte, pas de longs calculs, pas de travail patient, mais une improvisation nerveuse, souple, d'après le vif. Le personnage s'assied un instant dans l'atelier en causant, Desboutin prend sa pointe, grave le cuivre, le raie de traits fins et alertes ; et là, comme lorsqu'il peint, il ne garde rien des procédés habituels ; il n'ébarbe pas ses traits, mais profite de tous ces accidents pour obtenir des lignes plus grosses, des noirs ; procédé qui a du reste l'inconvénient de ne permettre qu'un tirage très restreint d'épreuves, la planche étant rapidement abîmée sous la presse. Aussi, plus que chez tout autre graveur, faut-il rechercher la première épreuve, et la collection qui est réunie à l'école des Beaux-Arts est extrêmement intéressante à ce sujet »

— Tristan Leclère, « Notes d'Art. Exposition Desboutin », La Plume, janvier à juin 1903, Genève, Slatkine Reprints, 1968, p. 198.
Il eut entre autres pour élève, le graveur Fabien Henri Alasonière.

Gravures de Marcellin Desboutin
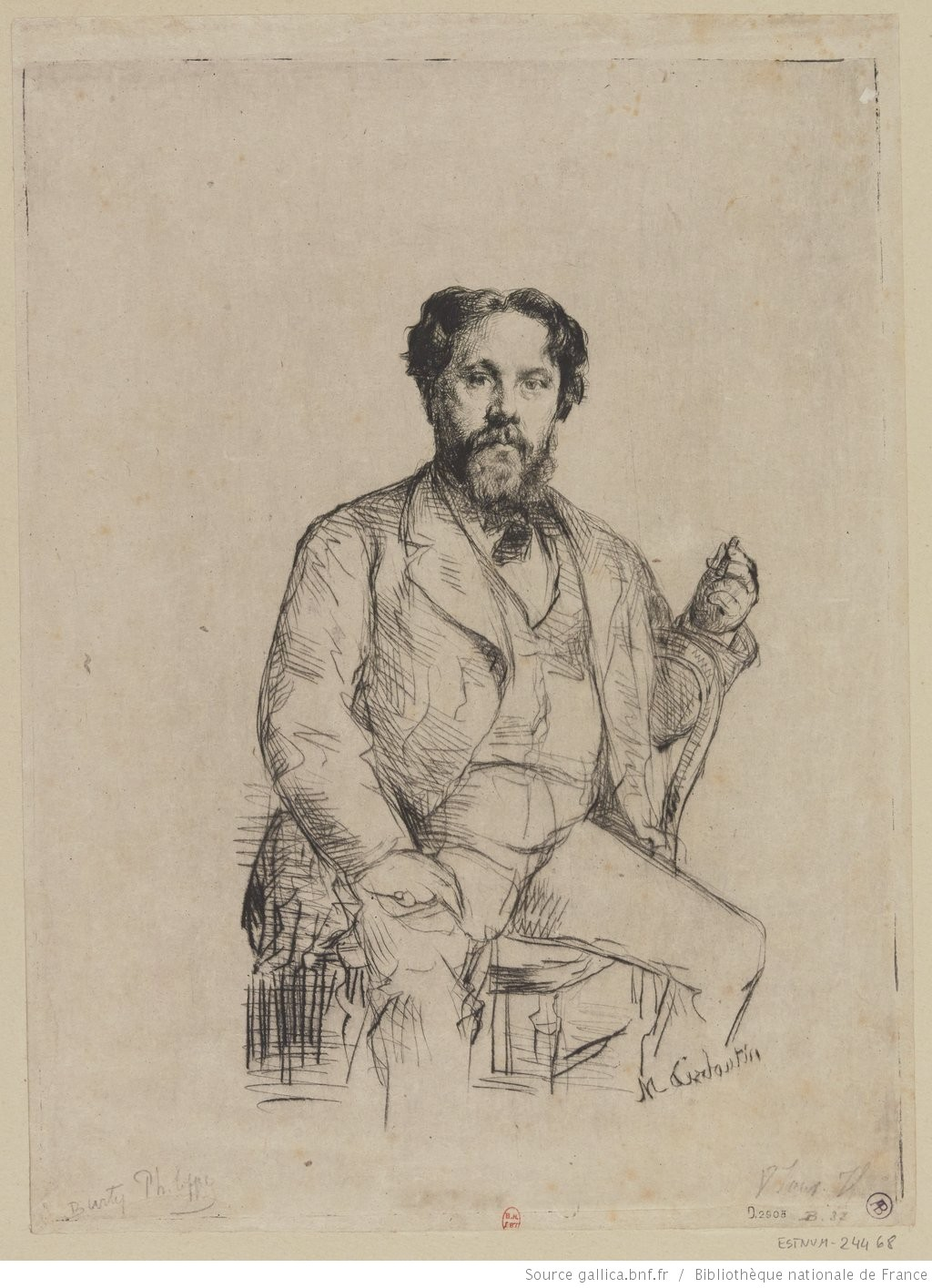
Philippe Burty (1874-1875), pointe sèche.
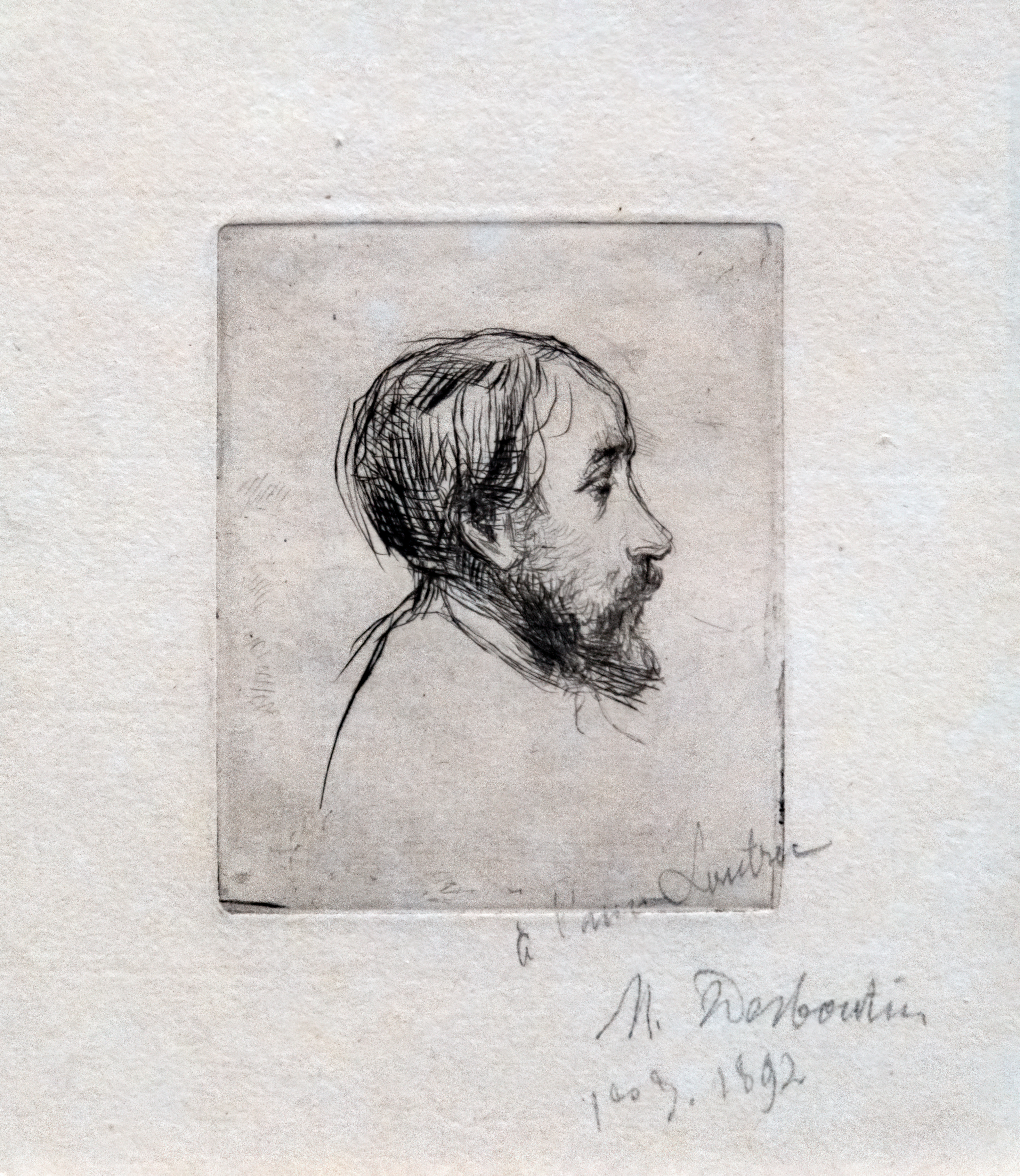
Portrait de Degas vers 1876, pointe sèche.
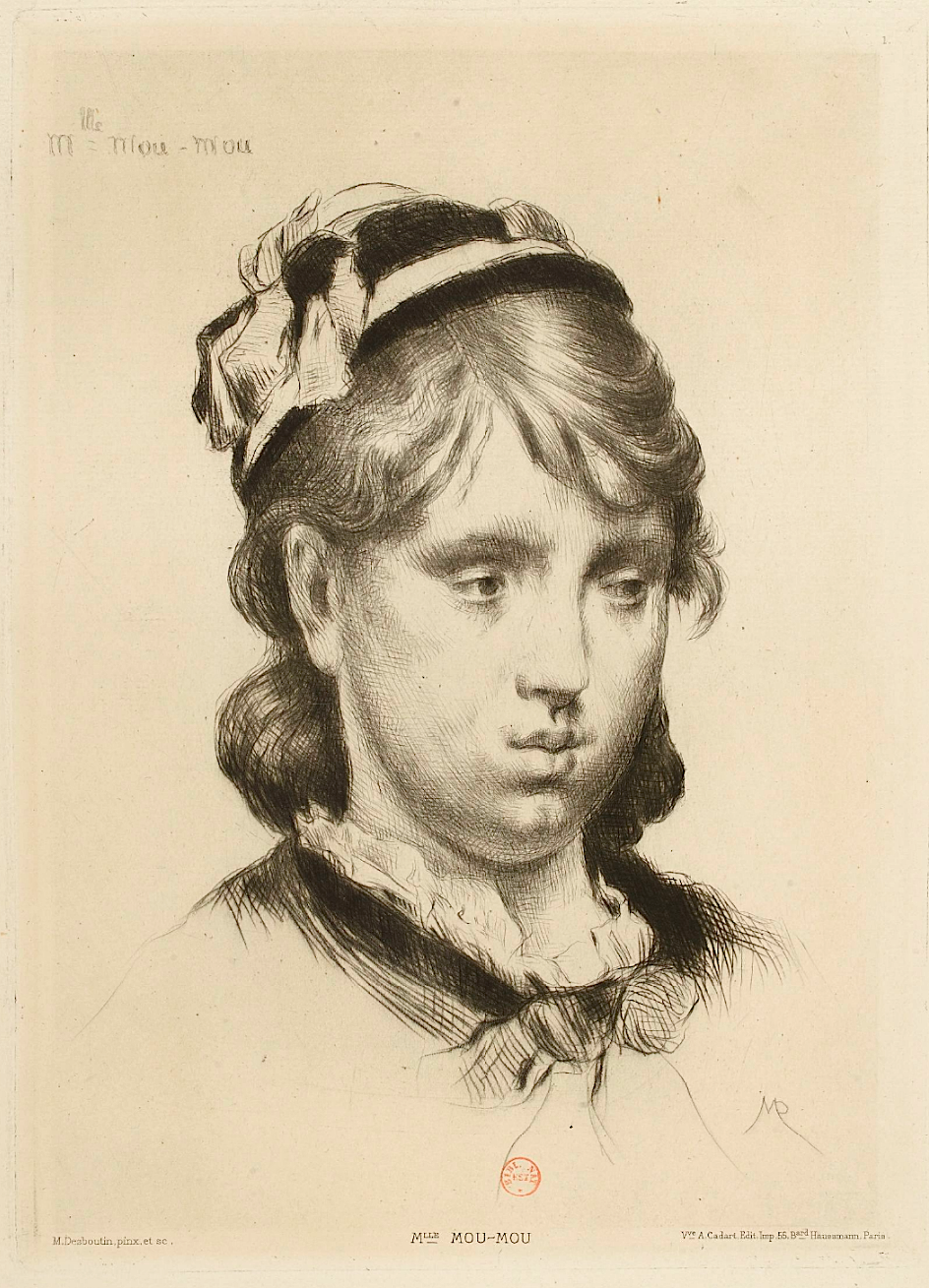
Mlle Mou-Mou (1879), pointe sèche.
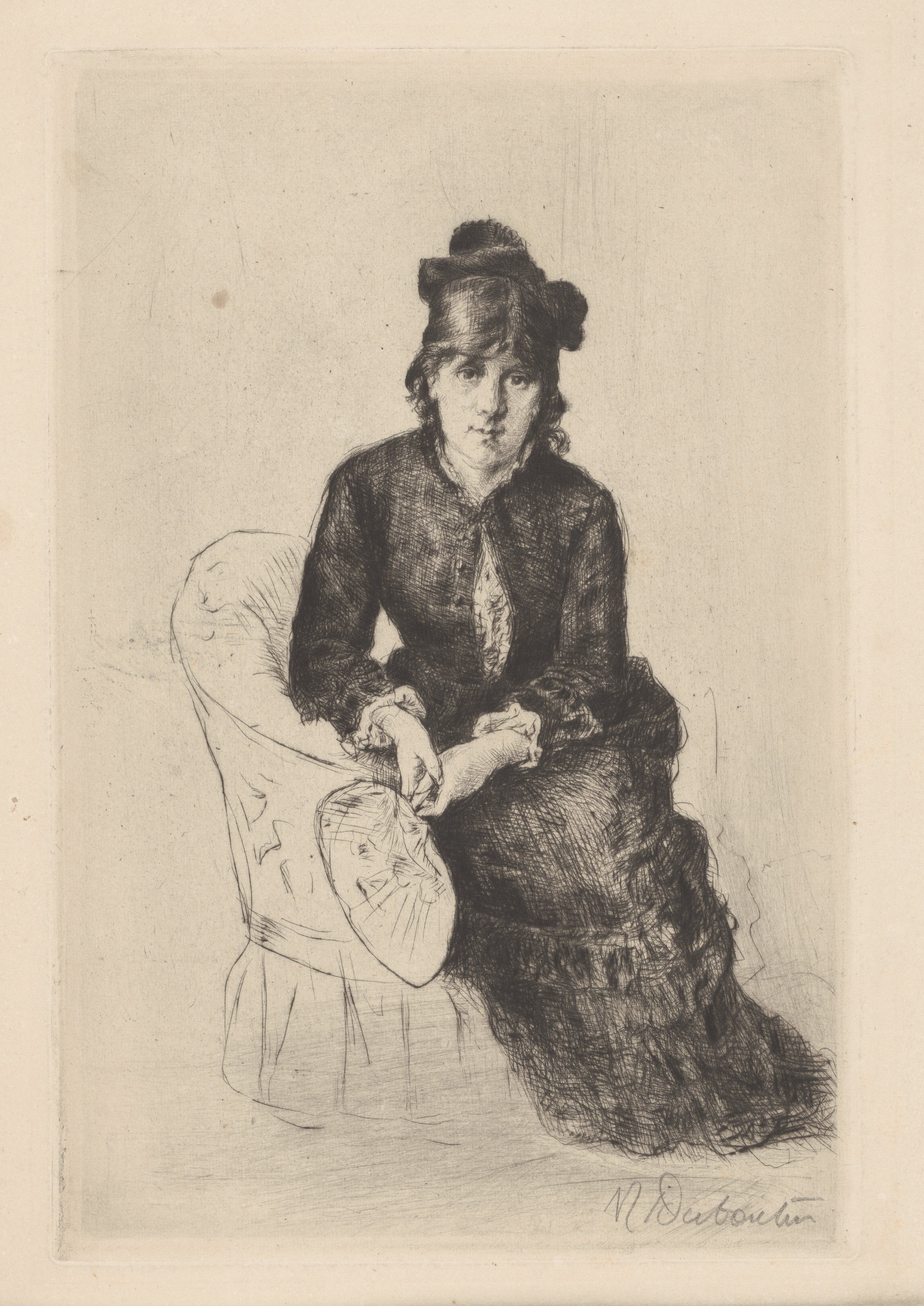
Berthe Morisot (1884), pointe sèche.
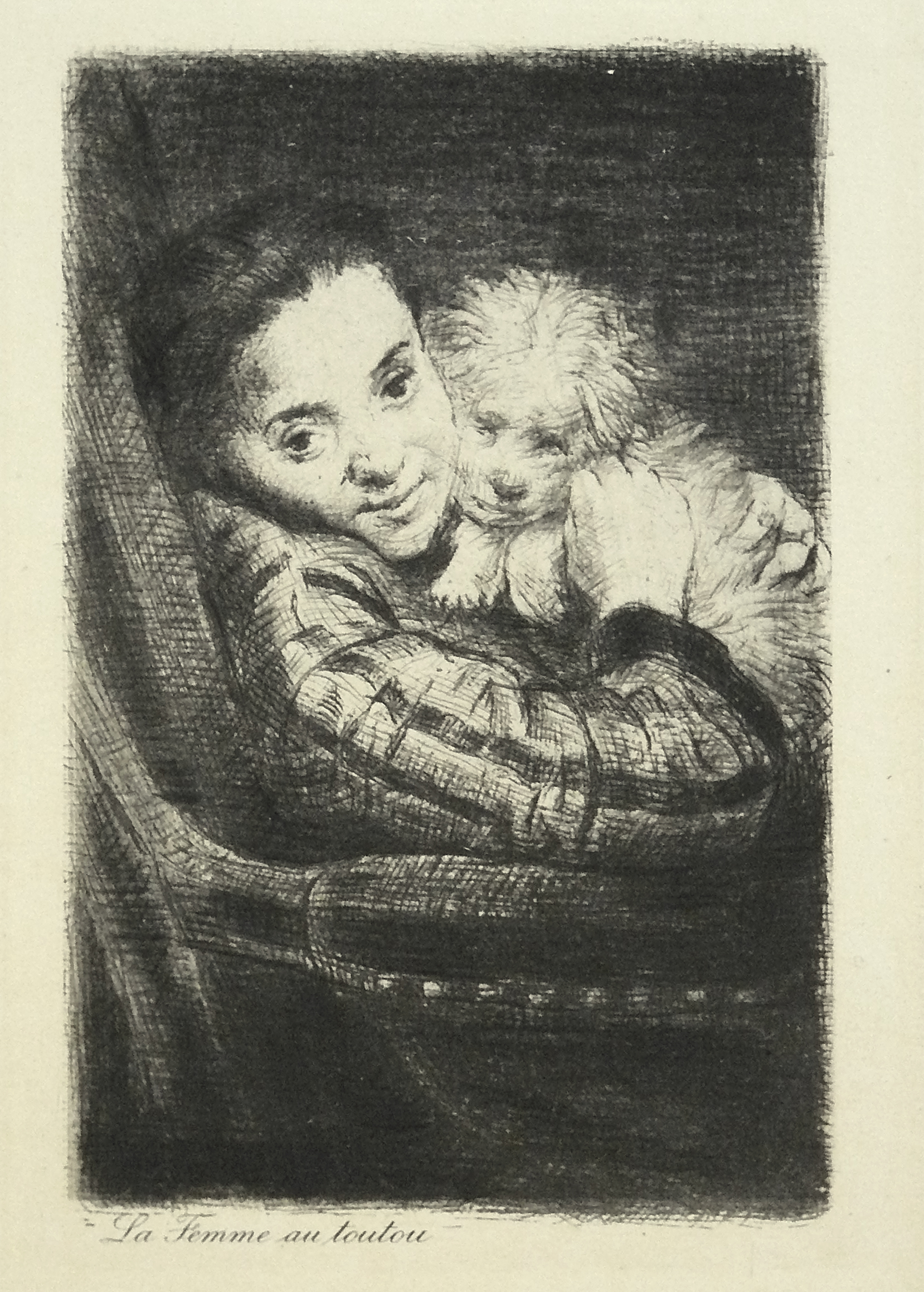
La Femme au toutou, pointe sèche d'après son propre tableau.
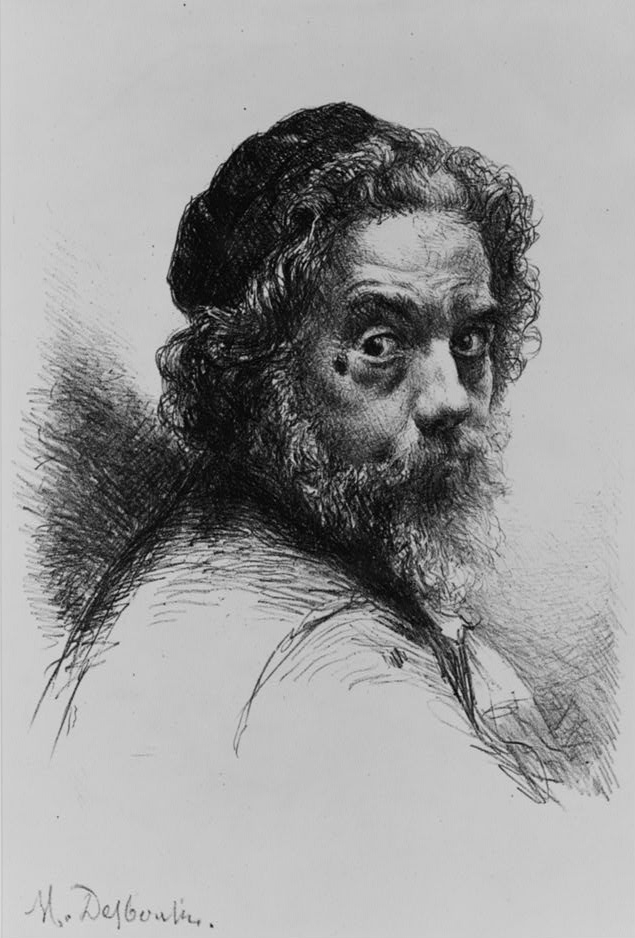
Autoportrait (1894), lithographie.

## Collections publiques
Belgique
- Liège, musée d'Art moderne et d'Art contemporain[9]:
  - Enfant et Polichinelle, 1882, huile sur toile, 34 × 21 cm ;
  - Tête de fillette, 1882, huile sur toile, 33 × 25 cm.

France
- Angers, musée des Beaux-Arts : Portrait du Sar Mérodack Joséphin Peladan, 1891, huile sur toile, 121 × 81 cm[10].
- Beauvais, musée départemental de l'Oise : L'Italienne (portrait de Madame Noverra), huile sur toile, 24,5 × 19 cm[11].
- Cambrai, musée de Cambrai : Portrait de jeune fille, 1823.
- Compiègne, musée de Compiègne :
  - Alphonse Daudet[12] ;
  - Autoportrait[13] ;
  - Théodore de Banville[14].
- Dijon : 
  - musée des Beaux-Arts : 
    - Portrait du docteur Albert Robin, vers 1878, huile sur toile ;
    - Triomphe de Silène, huile sur toile, 31 × 51 cm.

  - musée Magnin :
    - Portrait du fils de l'artiste enfant[15] ;
    - Portrait présumé de la mère de l'artiste[16].
- Montfort-l'Amaury, Le Belvédère : Portrait de Joseph Ravel, père de Maurice Ravel, 1892, huile sur toile.
- Montpellier, musée Fabre : La Voiture d'enfant, 1829, huile sur toile, 127 × 93 cm.
- Moulins, musée Anne-de-Beaujeu :
  - Portrait de Mme Ackermann, 1886, huile sur toile, 41 × 33 cm[17].
  - Portrait de femme, dite Juive à la fourrure, 1882, huile sur toile.
- Nice :
  - musée des Beaux-Arts : Portrait de l'artiste (autoportrait), 1886, huile sur toile, 32,5 × 24 cm.
  - musée Masséna : La Mère Jacoune, marchande de fruits et légumes, 1882, huile sur toile.
- Paris :
  - bibliothèque de l'Institut national d'histoire de l'art, collections Jacques Doucet : Portrait d'Émile Soldi, modelant sur sa selle, vers 1876, eau-forte.
  - musée du Louvre, département des arts graphiques : Édouard Manet[18].
  - musée d'Orsay : 
    - Madame Cornereau, huile sur toile, 46 × 38 cm[19] ;
    - Portrait de l'artiste (autoportrait), 1823, huile sur toile, 46 × 38 cm[20].
- Troyes, musée des Beaux-Arts : Autoportrait[21].
- Versailles, musée de l'Histoire de France :
  - Edgar Degas[22] ;
  - Eugène-Marie Labiche[23] ;
  - Autoportrait[24].

## Publications
- Chansons et chansonnettes, 1852.
- Maurice de Saxe, drame en 5 actes, en vers, avec Jules Amigues, Paris, Théâtre-Français, 2 juin 1870.
- Versailles, poème, 1872.

### Iconographie
- Louis Eugène Ricard, Portrait de Marcellin Desboutin, huile sur toile, 55 × 46 cm, musée des Beaux-Arts de Dijon (voir « Portrait de Marcellin Desboutin », notice no 00000077561, sur la plateforme ouverte du patrimoine, base Joconde, ministère français de la Culture).